# Мангеймский университет
Мангеймский университет (нем. Universität Mannheim, UMA) — государственный университет, специализирующийся на социально-экономической направленности, расположен в городе Мангейм, Баден-Вюртемберг. 
Университет занимает лидирующие позиции в области изучения экономики, финансов и предпринимательства (бизнеса), а также возглавляет международные рейтинги, как лучшее образовательное и исследовательское учреждение Германии в этих направлениях. Главный кампус расположен в Мангейме, Баден-Вюртемберг, Германия (ФРГ). В университете получают образование более 11 000 студентов, из которых около 17 % иностранцы. Обучение проводится на немецком и/или английском языках.
Рейтинги
Университет занимает лидирующие позиции в области изучения бизнеса и экономики:
Согласно рейтингу QS by subject 
- Economics and Econometrics #40 Worldwide (2021)
- Business and Management #54 Worldwide (2021)
- Sociology #60 Worldwide (2021)
- Accounting and Finance #66 Worldwide (2021)

Согласно рейтингу Financial Times
- MBA #19 in Europe (2020)

- Master in Management #26 Worldwide (2020)

## История
Университет был создан в 1967 году на основе Палатинской академии наук Мангейма, который был основан в 1763 году в  Вюртемберге. Главный кампус учебного заведения находится в центре Мангейма, в Мангеймском дворце, который был построен в 1760 году.
В 2005 году в составе университета была открыта Мангеймская школа предпринимательства (Mannheim Business School), предоставляющая возможность обучения на разных программах по направлениям финансов и менеджмента, включая Master in Management (MiM), занимающая 14 место среди всех программ в мире.

## Структура
В университете проводится обучение по уровням бакалавриата и магистратуры по программам бизнес-администрации, экономики, права, социальных и гуманитарных наук, математики, компьютерной науки и информационных технологий.
Университет отличается от других университетов тем, что разделён не на факультеты, а на школы.
Школы университета Мангейма:
- Школа социальных наук;
- Школа предпринимательства (бизнеса);
- Школа экономики и права;
- Школа гуманитарных наук;
- Школа математики и компьютерных наук.